# هلفيلة كاليفورنية
هلفيلة كاليفورنية (الاسم العلمي: Helvella californica) هي نوع من الفطريات يتبع جنس الهلفيلة من الفصيلة الهلفيلية.